# كريستيان رويج ماوري
كريستيان رويج ماوري (بالكتالونية: Cristian Roig Mauri)‏ هو لاعب كرة قدم أندوري في مركز الوسط، ولد في 23 يوليو 1977 في أندورا لا فيلا في أندورا. شارك مع منتخب أندورا لكرة القدم. أما مع النوادي، فقد لعب مع سانت جوليا.

## وصلات خارجية
- كريستيان رويج ماوري على موقع قاعدة بيانات كرة القدم.إي يو (الإنجليزية)
- كريستيان رويج ماوري على موقع ناشيونال فوتبول تيمز (الإنجليزية)
- كريستيان رويج ماوري على موقع عالم كرة القدم.نت (الإنجليزية)